# José Manuel Ribeiro da Silva
José Manuel Ribeiro da Silva, nacido el 16 de febrero de 1935 en São Salvador de Lordelo y fallecido el 9 de abril de 1958 en Freamunde, fue un ciclista portugués, profesional entre 1955 y 1958.
Falleció el 9 de abril de 1958 víctima de un accidente de avión.

## Palmarés
1954
- segundo en el Campeonato de Portugal en Ruta

1955
- Vuelta a Portugal, más 3 etapas

1956
- 1 etapa en la Vuelta a Portugal

1957
- Vuelta a Portugal, más 2 etapas
- 1º en la París-Évreux

## Resultados en Grandes Vueltas y Campeonato del Mundo
Durante su carrera deportiva ha conseguido los siguientes puestos en las Grandes Vueltas y en los Campeonatos del Mundo en carretera:
| Carrera         | 1955 | 1956 | 1957 | 1958 |
| --------------- | ---- | ---- | ---- | ---- |
| Giro de Italia  | -    | -    | -    | -    |
| Tour de Francia | -    | -    | 25º  | -    |
| Vuelta a España | -    | -    | 4º   | -    |
| Mundial en Ruta | -    | -    | -    | -    |

## Equipos
- Académico (1955-1957)
- Rochet-Dunlop (1957)
- Helyett-Potin-Hutchison (1958)
- Académico (1958)